# Namirea planipes
Namirea planipes is een spinnensoort uit de familie Dipluridae. De soort komt voor in Queensland.